# Estrilda erythronotos
L'astrilde guancenere (Estrilda erythronotos (Vieillot, 1817)) è un uccello passeriforme della famiglia degli Estrildidi.

## Descrizione

### Dimensioni
Coi suoi 12–13 cm di lunghezza, questi uccelli reppresentano una delle specie di maggiori dimensioni del proprio genere di appartenenza.

### Aspetto
Si tratta di uccelli che nelle forme ricordano i congeneri guanciarancio, con aspetto slanciato, lunga coda, ali corte e arrotondate e forte becco di forma conica.

Testa, gola, petto, ali e dorso sono di colore grigio, con presenza di fini zebrature più scure: le remiganti sono bianche con zebrature nere, così come dello stesso colore sono la regione attorno agli occhi e le guance (da cui il nome comune della specie), il basso ventre e la coda. Ventre, fianchi e codione sono di colore rosso: gli occhi sono bruno-rossicci, le zampe sono di colore carnicino, il becco è nero con tendenza a schiarirsi verso la base, dove diviene grigio ardesia.

La femmina presenta zebrtura meno fitta ed evidente rispetto al maschio, oltre che estensione minore della colorazione rossa.

## Biologia
Si tratta di uccelli dalle abitudini diurne, che si muovono in coppie o gruppetti comprendenti al massimo una quindicina d'individui: essi sono assai timidi, pronti a nascondersi nel folto della vegetazione al minimo segnale di pericolo.

### Alimentazione
La dieta dell'astrilde guancenere è essenzialmente granivora e si compone principalmente di piccoli semi di graminacee: questi uccelli si nutrono inoltre di germogli, fiori (principalmente di acacia), frutti e di tanto in tanto anche di piccoli insetti.

### Riproduzione
La stagione riproduttiva coincide con la fase finale della stagione delle piogge, estendendosi generalmente grossomodo da novembre ad aprile.

Ambedue i partner collaborano alla costruzione del nido, che viene ubicato in alto fra i cespugli o i rami d'albero: esso ha forma piriforme e si compone di steli d'erba e fibre vegetali intrecciate, spesso con presenza superiormente di una seconda struttura più grossolana nella quale staziona il maschio e che ha il probabile scopo di confondere eventuali predatori. Al suo interno la femmina depone 4-6 uova biancastre, che vengono covate alternativamente da ambedue i genitori per circa due settimane: i nidiacei, ciechi e implumi alla nascita, vengono accuditi da entrambi i genitori e sono in grado d'involarsi attorno al ventesimo giorno dalla schiusa, sebbene raramente si allontanino definitivamente dal nido prima del mese e mezzo di vita.
La speranza di vita di questi uccelli in cattività sfiora gli undici anni, tuttavia è raro che in natura essi riescano a superare il quarto anno di vita.

## Distribuzione e habitat
L'areale dell'astrilde guancenere comprende due grandi aree non contigue: una prima che va dall'Angola sud-occidentale alla porzione settentrionale della provincia del Capo, e una seconda che va dalle sponde orientali del lago Alberto al Kilimangiaro.
L'habitat di questi uccelli è rappresentato dalla savana cespugliosa ed alberata, con presenza di fonti permanenti d'acqua dolce.

## Tassonomia
Se ne riconoscono tre sottospecie:
- Estrilda erythronotos erythronotos, la sottospecie nominale, diffusa in Zimbabwe e Sudafrica;
- Estrilda erythronotos delamerei Sharpe, 1900, diffusa nella porzione orientale dell'areale occupato dalla specie;
- Estrilda erythronotos soligena Clancey, 1964, diffusa dall'Angola allo Zimbabwe;

Le sottospecie differiscono fra loro principalmente nell'evidenza delle striature corporee e nell'estensione della colorazione rossa dorsale.
Il nome scientifico di questi uccelli deriva dall'unione delle parole greche ἐρυθρός (erythros, "rosso") e νῶτος (notos, "schiena"), col significato di "dal dorso rosso", in riferimento alla livrea di questi uccelli.